# Caso Proconsult
O Caso Proconsult foi uma tentativa de fraude nas eleições de 1982 para impossibilitar a vitória de Leonel Brizola, candidato do Partido Democrático Trabalhista (PDT), ao governo do Rio de Janeiro, de modo a favorecer Moreira Franco, candidato apoiado pelo regime militar. A fraude consistia em um sistema informatizado de apuração dos votos, feito pela empresa Proconsult, associada a antigos colaboradores do regime militar. A mecânica da fraude consistia em transferir votos nulos ou em branco para que fossem contabilizados para Moreira Franco, candidato do PDS (antigo ARENA). As regras da eleição de 1982, quando se votou para governador, senador, deputado federal, deputado estadual, prefeito e vereador impunham que todos os votos fossem em um mesmo partido. Portanto, estimava-se um alto índice de votos nulos. Os indícios de que os resultados seriam fraudados surgiram da apuração paralela contratada pelo PDT à empresa Sysin Sistemas e Serviços de Informática que divergiam completamente do resultado oficial. Outra fonte que obtinha resultados diferentes dos oficiais foi a Rádio Jornal do Brasil. Roberto Marinho foi acusado de participar no caso.
A fraude foi extensamente denunciada pelo Jornal do Brasil (principal concorrente de O Globo da família Marinho no Rio) e relatada posteriormente por Paulo Henrique Amorim, Maria Helena Passos. e Eliakim Araújo. Devido à participação de Marinho no caso, a tentativa de fraude é analisada no documentário britânico Beyond Citizen Kane de 1993. A Rede Globo por sua vez, defende-se que nunca havia contratado a Proconsult e que se baseava a totalização do votos daquela eleição na totalização própria que o Jornal O Globo estava fazendo.